# Separatism
Separatismul este o mișcare ori politică prin care o entitate sau grup din motive culturale, religioase, sau guvernamentale, susține sau are o tendință de separare din componența unui stat. În timp ce de mai multe ori se referă la întregul sistem politic de secesiune, grupurile separatiste nu pot solicita nimic mai mult decât o mai mare autonomie.
Unii critici echivalează separatismul cu segregarea religioasă, segregarea rasială sau segregare sexuală.

## Motivații

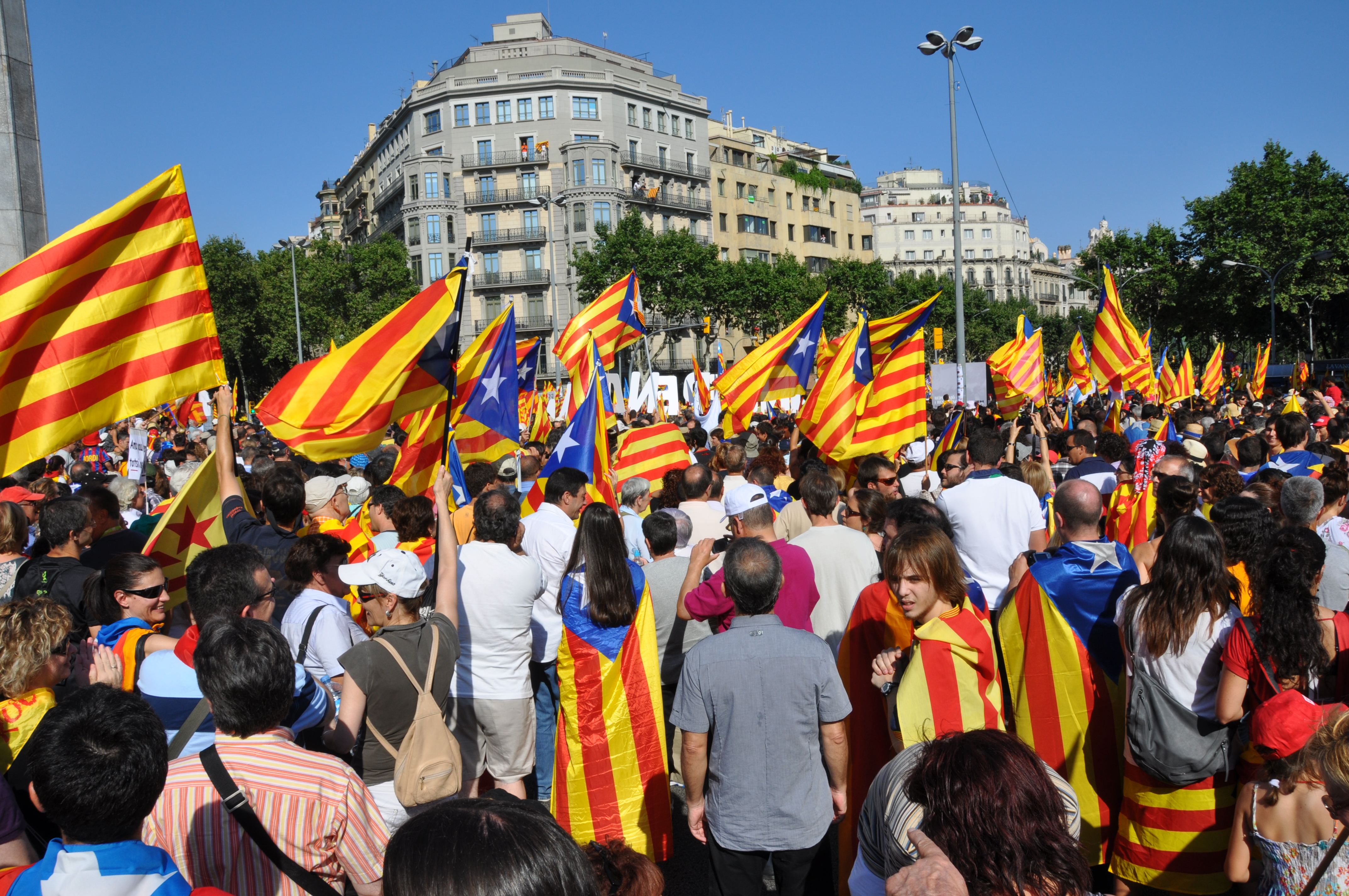
Manifestații pentru independența Cataloniei

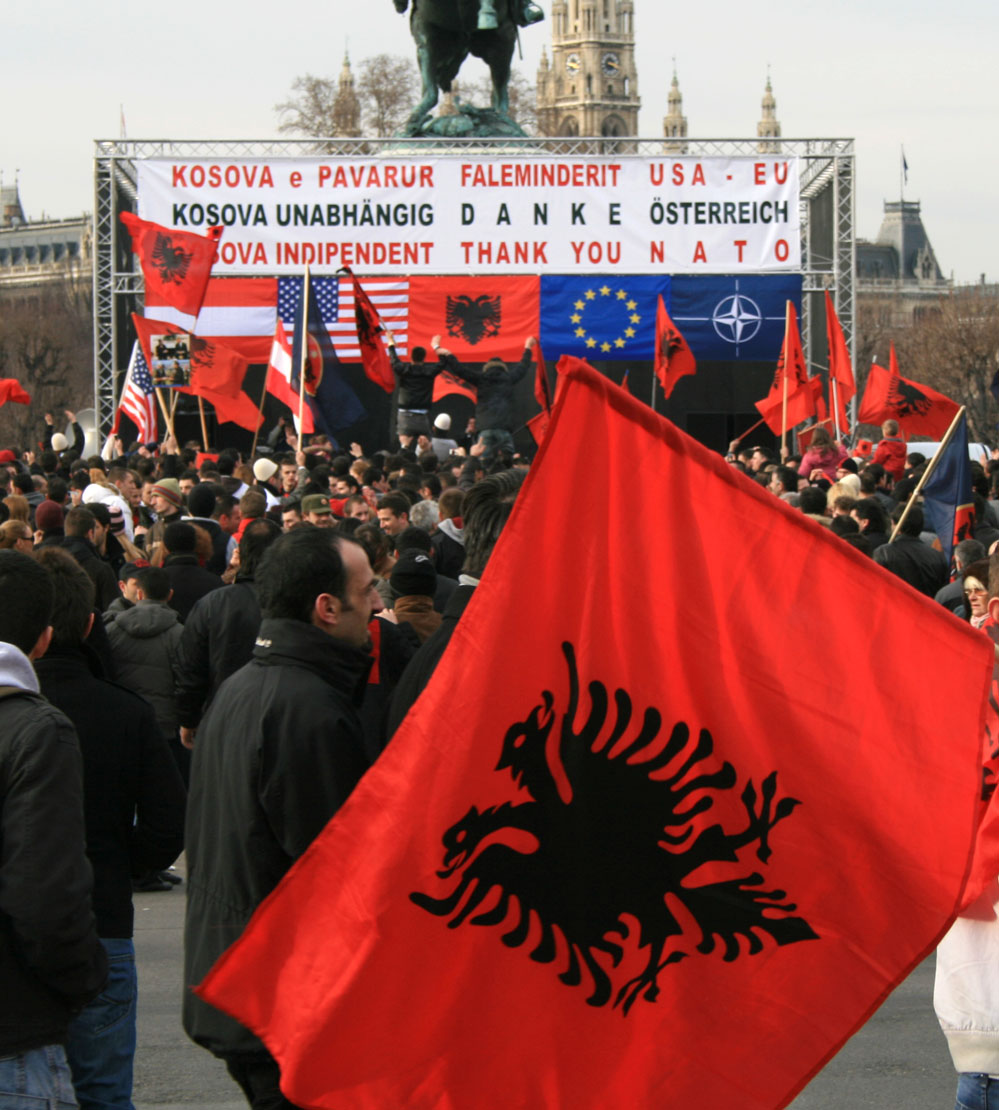
Proclamarea independenței Republicii Kosovo

Grupurile pot avea unul sau mai multe motivații pentru separare, inclusiv:
- sentimentul și ura emoțională una față de alta.
- protecție de la epurarea etnică și genocid.
- rezistența victimelor opresiunii, inclusiv denigrarea limbii, culturii sau religiei lor.
- propagandă de cei care speră să obțină de la un conflict politic și ură.
- dominația economică și politică a unui grup care nu împarte puterea și privilegiul într-o manieră egalitară.
- detașarea de stereotipuri general acceptate și sacrificate mai mult timp pentru a crea sustenabilitate multă fericire decât curentul de lucruri
- motivații economice: încercarea de a pune capăt exploatării economice de grup mai puternic sau, dimpotrivă, să scape de redistribuirea economică de la un bogat la un grup mai sărac.
- conservarea unei religii, limbii sau alte tradiție culturale amenințate.
- destabilization from one separatist movement giving rise to others.
- putere geopolitică de la despărțire de state mari sau imperii.
- fragmentarea continuă ca și mai multe state să se despartă.
- sentimentul că națiunea a perceput că a fost adăugat la un stat mare prin mijloace nelegitime.
- percepția că statul nu mai poate sprijini grupul propriu sau a trădat interesele lor.
- opoziția ia deciziile politice.
- doresc să aibă o structură politică mai practică și să nu se bazeze pe oameni care se află departe de a guverna .

## Răspunderile guvernamentale

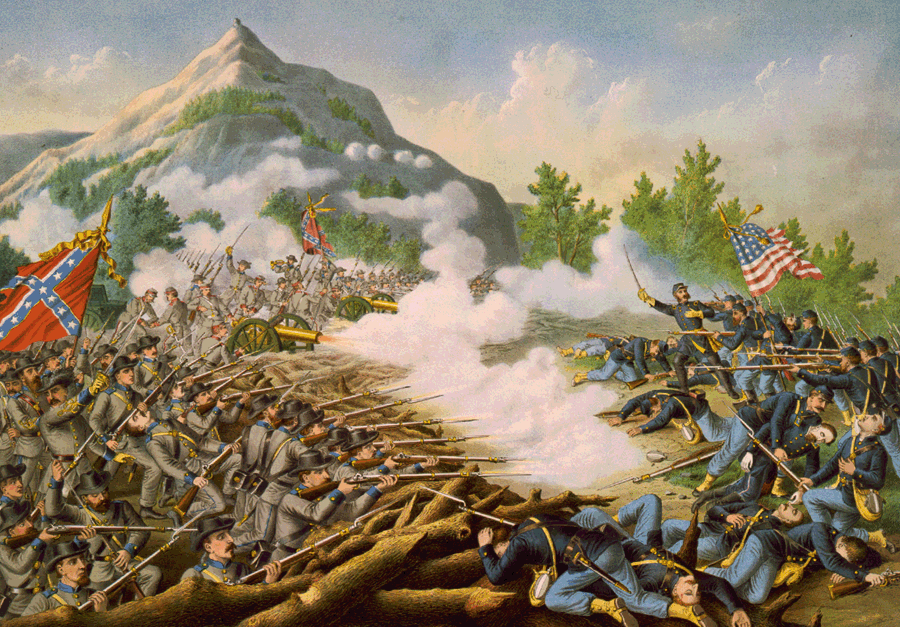
În 1861, the Războiul Civil American a început după o mișcare separatistă a Statelor Confederate ale Americii care s-au separat de Statele Unite ale Americii.

Cât de departe cererile separatiste vor merge spre independența deplină, și dacă grupurile au urmări pașnice sau armate , depinde de o varietate de factori economici, politici, sociali și culturali, inclusiv de conducere sau mișcareși răspunsul guvernului. Guvernele pot răspunde într-un număr de moduri, dintre care unele se exclud reciproc, unele includ:
- aderarea la cererile separatiste
- îmbunătăți condițiile minorităților defavorizate, fie religios, lingvistic, teritorial, economic sau politic
- adoptarea "federalismului asimetric" în cazul în care diferite state au diferite relații la guvernul central, în funcție de cerințe sau considerente separatiste
- permite minorităților să câștige dreptul să se implice în dispute politice cu privire la care se simt puternici, prin vot parlamentar, referendum, etc.
- se stabilește pentru o confederație o relație care există doar legături limitate între state.

Unele guverne suprima orice mișcare separatistă în propria lor țară, dar susține separatismul în alte țări.

## Tipuri de grupuri separatiste

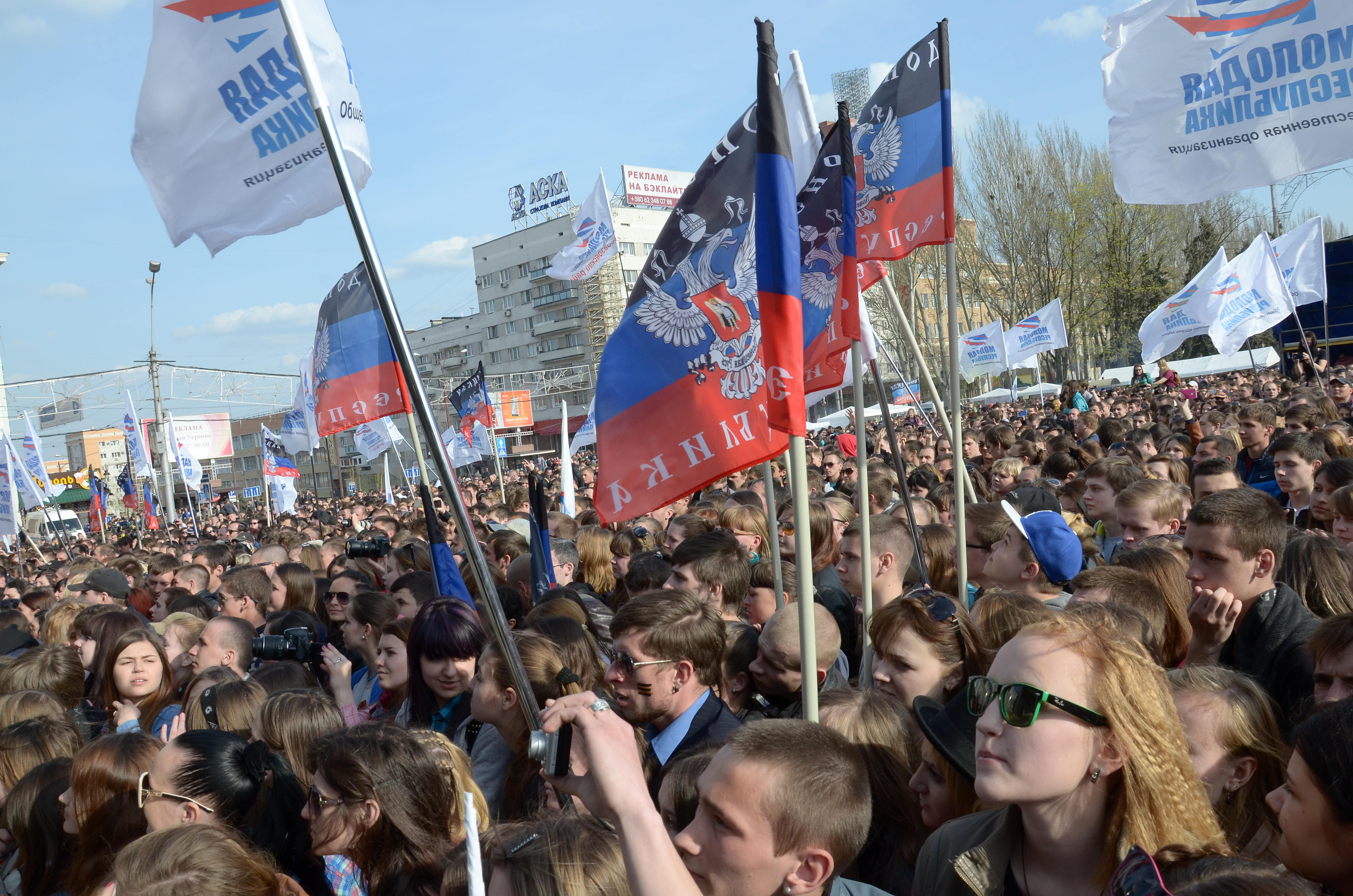
Manifestații pro-ruse în Donețk, sud-estul Ucrainei

Grupurile separatiste aplică o formă numită politica de identiate. Astfel de grupări cred încercări la integrarea cu grupuri dominante care compromit identitatea și capacitatea acestora de a urmări o mai mare autodeterminare. Cu toate acestea, factorii economici și politici, de obicei, sunt critici în crearea mișcării puternice separatiste spre deosebire de mișcările mai puțin ambițioase de identitate.

### Separatismul religios
Grupurile separatiste religioase doresc să se separe de alte grupuri religioase sau cred că ar trebui să interacționeze în primul rând cu coreligionarii.
- Englezii creștini din secolele al XVI-lea și al XVII-lea care au dorit să se separe de Biserica Anglicană și să formeze biserici locale independente au fost influențate politic de Oliver Cromwell, el însuși separatist. Ei au fost în cele din urmă numiți congregaționaliști.[14] Sau pelerinii care au stabilit înființat prima colonie reușită în New England au fost separatiști.[15] Rușii ortodocși de rit vechi, plecați in pribegie în Imperiul Otoman, Alaska, Australia, eveniment petrecut după reformele patriarhului Nicon si ale țarinei Ecaterina.
- Grupuri separatiste creștine din Indonezia (Frontul Suveranitatea Maluku),[16][17] India[18] și Carolina de Sud (United States).[19][20]
- Sionismul a solicitat crearea Statului Israel ca patrie evreiască, prin separarea de către Palestina. Simon Dubnow, care a avut sentimente amestecate față de sionism, a formulat autonomia evreiască, care a fost adoptat în Europa de Est de către partidele politice evreiești, cum ar fi Liga evreiască a muncii generale din Lituania, Polonia și Rusia și propria Volkspartei înainte de al Doilea Război Mondial.[21].
- Separarea Pakistanului de India (și mai târziu a Bangladesh-ului) a apărut ca urmare a separatismului din partea musulmanilor.
- Șiiții din India au solicitat o națiune independentă în Khalistan, după agitații din deceniile anilor 1970 și 1980, cerând punerea în aplicare a Rezoluției Anandpur (în care se cereau, printre altele, o cotă mai mare de apă de râu și autonomie pentru Punjab) a avut ca rezultat asaltul Templului de aur, de către trupe ale guvernului Indiei în 1984, pentru a alunga militanții șiiți. Conflictul a escaladat și a condus la asasinarea primului ministru al Indiei Indira Gandhi ca represalii pentru o operațiune militară indiană numită "Operațiunea Blue Star", îndreptată împotriva unui loc sfânt pentru șiiți, Templul de Aur, în care mulți civili nevinovați șiiți și-au pierdut viața. Răzbunarea pentru acest asasinat s-a manifestat sub forma unei prigoane a șiiților, începută în New Delhi și care a cuprins India, în noiembrie 1984. Acesta doar a întărit Mișcarea pentru Khalistan, dar a fost în mare parte supusă mulțumită eforturilor poliției din Punjab. Acțiunea autorităților din Punjab a fost una controversată, existând acuzații de încălcări ale drepturilor omului, sub forma de dispariții neexplicate, crime, violuri și tortură. Cu toate acestea, mare parte din diaspora șiită din Occident și chiar șiiții din India încă susțin ideea de Khalistan, dar sprijinul ideii este în curs de dispariție și, în general, populația șiită a Indiei se identifică național drept indiană sau cel puțin nu ma sustine a ideea unui Khalistan independent.[22]
- Grupuri separatiste islamice din Filipine (Mindanao și din alte regiuni: Frontul Islamic de Eliberare Moro, Abu Sayyaf), în Thailanda, în India (a se vedea, de asemenea, în China (Xinjiang: Mișcarea Turkestanul de est ), Tanzania, Zanzibar, Republica Centrafricană (regiunilor locuite de musulmani: Séléka), în Rusia (Cecenia, Emiratul Caucaz), în Iugoslavia (Bosnia și Herțegovina: Alija Izetbegovic a îmbrățișat un separatism de inspirație islamică).

### Separatismul etnic

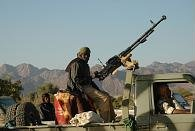
Luptător tuareg în Niger.

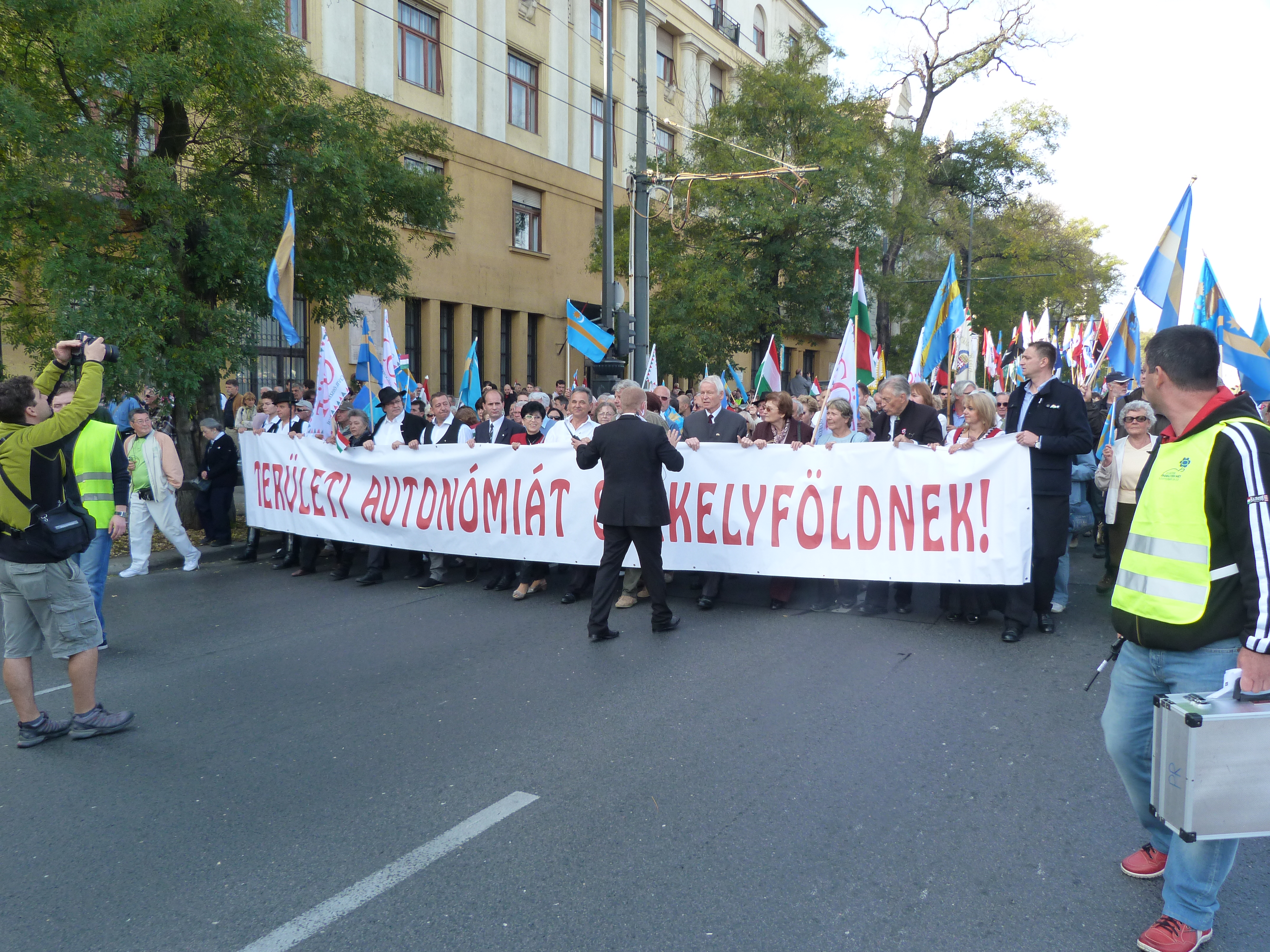
Manifestaţii pentru acordarea autonomiei Ţinutului Secuiesc

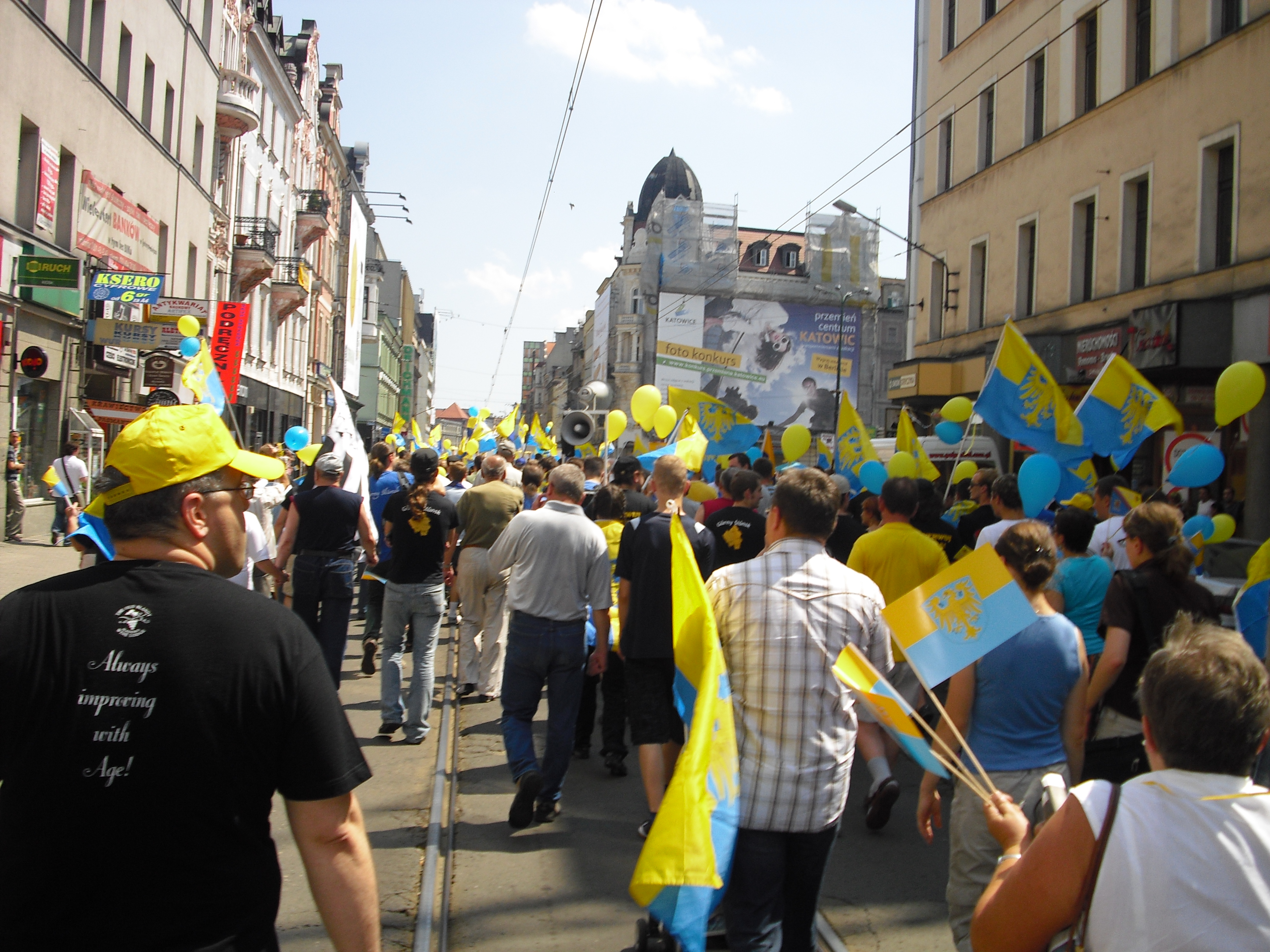
Silezieni protestând în Katowice.

Separatismul etnic se bazează mai mult pe diferențele culturale și lingvistice decât pe diferențele reigioase si rasiale, care, de asemenea pot exista. Mișcările separatiste etnice sunt următoarele:
- Separatiști tuaregi în Niger și Mali.[23]
- Dezmembrarea URSS în grupuri sale originale etnice care au format propriile națiuni cum ar fii: Armenia, Azerbaidjan, Belarus, Estonia, Georgia, Kazahstan, Kârgâzstan, Letonia, Lituania, Republica Moldova, Rusia, Tadjikistan, Turkmenistan, Ucraina și Uzbekistan.
- Separatiști ceceni în Rusia (Emiratul Caucaz).
- Separatiști sârbi în Bosnia și Herțegovina  (Republica Srpska).
- Separatiști turci în Cipru (Ciprul de Nord).
- Separatiști abhazi și ruși în Georgia (Abhazia, Osetia de Sud).
- Separatiști armeni în Azerbadijan (Nagorno-Karabakh).
- Separatiști kurzi în Turcia, Siria, Irak și Iran (Kurdistan).
- Separatiști silezieni în Polonia și Cehia.
- Separatiști catalani și basci în Spania. [24]
- Separatiști catalani, corsicani, alsaci și bretoni în Franța.
- Separatiști sicilieni și sardinieni în Italia.
- Separatiști bavarezi în Germania.[25]
- Cehoslovacia s-a dezmembrat în 1993 în două republici : Cehia și Slovacia.
- Iugoslavia s-a dezmembrat în grupuri etnice ( și religioase ) care au format națiuni cum ar fii: Bosnia și Herțegovina, Croația, Republica Macedonia, Slovenia, Muntenegru și Serbia .
- Separatiști francezi și olandezi în Belgia (Valonia, Flandra).
- Separatiști frezoni în Olanda.
- Separatiști ruși în Ucraina (Novorusia).
- Separatiști ruși și găgăuzi în Republica Moldova (Transnistria, Găgăuzia).
- Separatiști secui în România (Ținutul Secuiesc).[26][27]
- Separatiști zulu în Africa de Sud.[28]
- Separatiști malaiezi în Tailanda.
- Separatisti tibetani in China (Tibetul de Est).[29]

### Separatismul rasial
Unele grupuri de separatiste caută să se separe de alții din cauza rasei umane. Ei se opun căsătoriei inter-rasiale și integrarea cu alte rase și să caute școli separate, întreprinderi, biserici și alte instituții; și adesea societăți, teritorii, țări și guverne separate.
- Separatismul Alb în Statele Unite și în Europa de Vest urmărește separarea și supraviețuirea rasei albe și limitele de bază ale imigrației. În conformitate cu doi sociologi de scris în 2000, majoritatea separatiștiilor resping în mod oficial orice ideologie a , dar unele grupuri de avocație de stânga încă continuă să se opună acestor grupări separatiste.[30]
- Cele mai multe popoare idigene din America vor autonomie pentru teritorii cum ar fii First Nations, Mișcarea Amerindiană sau Republica Lakota. [necesită citare]
- Mișcarea de Independență a Hawaii vor separatism pentru Hawaii.

## Sexul și separatismul sexist
Relația dintre gen și separatism este complexă și necesită mai multe cercetări. Feminismul separatist este alegerea femeilor de a se separa de instituțiile, relațiile, rolurile și activitățile aparent definite de bărbați, dominate de bărbați. Separatismul lesbian susține lesbianismul ca rezultat logic al feminismului. Unele feministe separatiste și separatiste lesbiene au ales să trăiască separat în comunitate intenționată, în cooperative și pe fonduri de terenuri. Naționalismul queer (sau „separatismul gay”) caută o comunitate distinctă și separată de alte grupuri sociale.

## Vezi și
- Mișcarea separatistă din Moldova